# إدوارد بي. كيربي
إدوارد بي. كيربي هو سياسي أمريكي، ولد في 10 يناير 1928 في Whitman, Massachusetts ‏ في الولايات المتحدة، وتوفي في 3 يناير 2017. نشط حزبياً في الحزب الجمهوري. وقد انتخب عضو مجلس ولاية ماساتشوستس ‏ عن دائرة Massachusetts Senate's 2nd Plymouth district ‏ وانتخب عضو مجلس نواب ماساتشوستس ‏.